# Sanctuaire (Saint Seiya)
Pour les articles homonymes, voir Sanctuaire (homonymie).
Le Sanctuaire (Sanctuary) dans le manga Saint Seiya de Masami Kurumada est le lieu sacré où Athéna et ses Chevaliers vivent. C’est également le lieu d’entraînement de la plupart des Chevaliers comme Seiya, et de soldats qui ont différents rôles, comme de former la garde personnelle du Grand Pope. Ce lieu, situé non loin d’Athènes, semble protégé par un champ de force qui empêche son survol par les avions ou des satellites, et éloigne naturellement les humains ordinaires tels que les touristes. 
Sa représentation tend à varier dans les différents supports de l’œuvre mais il offre en général une composition architectural proche de celle de l’Acropole d'Athènes et contient nombre de bâtiments inspirés des temples grecs antiques plus ou moins à l’états de ruines. Le Sanctuaire est composé de différents lieux :
- Une grande plaine contenant plusieurs bastions de défense et des murailles gardés par des soldats dans Saint Seiya épisode G, qui ont permis notamment de lutter contre l’invasion des Titans.
- Tout autour du Sanctuaire, il y a un petit village, Rodorio, où les gens qui vivent au Sanctuaire viennent se détendre et faire leurs courses. Ce village est également régulièrement visité par le Grand Pope qui donne ses bénédictions à la population.
- De hautes falaises sont entre le Sanctuaire et le village, elles sont là de manière à veiller à ce que les mortels ne puissent pas entrer dans le Sanctuaire comme la sœur de Seiya a essayé de le faire (elle n’a pas réussi et a fait une chute grave qui lui a fait perdre la mémoire).
- Nous avons ensuite différents lieux dans le Sanctuaire qui se situent à peu près au même étage : le Colisée, les différents centres d’entraînement, les maisons où vivent les Chevaliers d'argent et de bronze et le cimetière des Chevaliers.
- Ensuite, plus haut, on trouve les douze maisons du Zodiaque, ou Zodiaque d’Or. Chaque maison a pour nom un des signes du zodiaque, et est “protégée” par le Chevalier d’Or correspondant. Alors que dans le manga originel ces maisons ne sont que de simples temples vides, dans Saint Seiya Épisode G, elles jouxtent des habitations où résident les Chevaliers d’Or et leurs serviteurs.
- Puis, il y a le palais situé tout en haut du Sanctuaire où vit Athéna. Le Pope y a également ses propres appartements non loin.
- Au-delà des appartements d’Athéna se trouve son autel, où une statue de la Grèce antique la représente. Juste à côté de cette statue se trouve la Chambre Sacrée du Grand Pope ; cet ensemble domine tout le Sanctuaire.
- Loin du cœur du Sanctuaire se trouve le Mont étoilé (Star Hill), que seul le Grand Pope est habilité à gravir. Il se retire en effet en ces lieux pour lire l'avenir dans les étoiles. Et c'est aussi la que Marine de l'aigle trouvera le corps du vrai Pope tué par Saga des Gémeaux.

Le Sanctuaire est également le nom de la première partie de l’histoire du manga et de la série d’animation originelle, car un imposteur a pris la place du Grand Pope et Athéna doit se battre avec l’aide de ses Chevaliers pour retrouver le pouvoir sur son sol sacré.
C’est également le titre du premier tiers et des 13 premiers OAVs de la partie Hadès, car c’est à nouveau au Sanctuaire que se déroule l’action.